# Ē

Ē 및 ē는 일본어의 로마자, 중국어의 한어 병음, 라트비아어, 마오리어의 문자로 사용된다. 거의 모두 [e]와 [ε]의 장음에 대한 문자이다.

## 관련 문자
- Āā
- Īī
- Ōō
- Ūū